# Ordres napoléoniens
Les ordres napoléoniens comportent :
- Pour l'Empire Français :
  -  Légion d'honneur (1802)
  -  Ordre des Trois-Toisons d'Or (1809) (jamais distribué)
  -  Ordre de la Réunion (1811)
- Pour le royaume d'Italie :
  -  Ordre de la Couronne de fer (1805)
- Pour le royaume de Naples :
  -  Ordre royal des Deux-Siciles (1808)
- Pour le Royaume de Hollande :
  -  Ordre de l'Union (1806)
- Pour le Royaume de Westphalie :
  -  Ordre de la Couronne de Westphalie (1809)
- Pour le Royaume d'Espagne :
  -  Ordre royal d'Espagne (1808)
  -  Ordre de la Toison d'or (1430)